# Estat d'Alep
L'Estat d'Alep (àrab: دولة حلب, Dawlat Ḥalab; francès: État d'Alep) va ser un dels fins a cinc estats establerts per l'Alt Comissionat de Síria i el Líban, el general Henri Gouraud, al mandat francès de Síria que va seguir la conferència de San Remo i al col·lapse del regne de Síria establert pel rei Faisal I. Va existir del 1920 al 1924.
Altres estats van ser l'Estat de Damasc (1920), l'Estat dels Alauites (1920) i l'Estat de Djebel Drus (1921) i l'Estat del Gran Líban (1920); aquest darrer es va convertir més tard en entitat separada originant el modern Líban. La capital de l'Estat d'Alep va ser Alep.

## Establiment

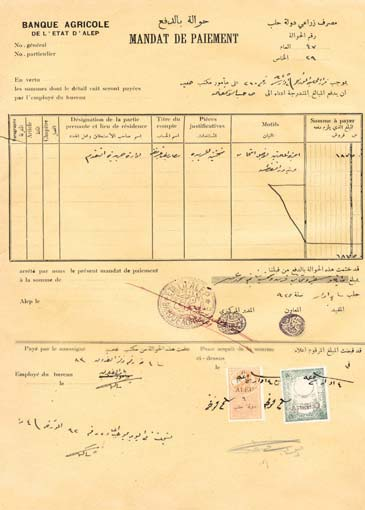
Document oficial portant el nom i els segells de l'Estat d'Alep

L'Estat de Alep va ser declarat pel General francès Henri Gouraud l '1 de setembre de 1920 com a part de l'esquema francès que havia de fer a Síria facil de controlar dividint-la en diversos estats més petits. França es va convertir en hostil a la idea d'una Síria unida després de la Batalla de Maysalun. L'Estat de Alep, inclòs el Sandjak d'Alexandreta va estar governat per Kamil Pasha al-Qudsi.
Al separar Alep de Damasc, Gouraud volia capitalitzar al seu favor la tradicional rivalitat entre les dues ciutats i transformar-la en polítiques de divisió. La gent a Alep estaven descontents amb el fet que Damasc havia estat elegida pel govern àrab com a capital de la nova nació de Síria. Gouraud sentia aquest sentiment i va intentar manipular-lo per fer d'Alep la capital d'un estat gran i ric amb el qual hauria estat difícil per Damasc de competir. L'Estat d'Ale creat per França contenia la major part de la zona fèrtil de Síria—és a dir, contenia la major part de la zona fèrtil del valiat d'Alep a més a més de tota la conca fèrtil del riu Eufrates. L'estat també tindria accés al mar a través del sandjak autònom d'Alexandreta. D'altra banda, Damasc, que era, bàsicament, un oasi al marge del desert de Síria, no tenia ni prou terra fèrtil ni accés a la mar. Bàsicament, Gouraud volia atraure Alep a la política francesa donant-li el control de la major part de l'agricultura i la riquesa mineral de Síria, de manera que mai més no es volgués unir amb Damasc novament.

## Població
Hi havia una majoria de musulmans sunites a l'estat d'Alep. Aquesta població era majoritàriament àrab però també hi havia kurds, especialment en les regions de l'est, i altres diverses ètnies traslladades durant el període otomà, sobretot circassians, txetxens, albanesos, bosniacs, búlgars, turcs, kabardins i d'altres. Importants grups de musulmans xiïtes vivien també a Alep en poblacions com Nebbol, Fu a, Az Zahra', Kefrayya i Maarrat Misrin.
Alep va ser també la llar d'una de les més riques i més diversificades comunitats cristianes de l'Orient. Els cristians pertanyents a una dotzena de diferents congregacions (amb prevalença dels armenis i els síriacs ortodoxos i altres denominacions ortodoxes) representaven al voltant d'un terç de la població de la ciutat d'Alep, sent la ciutat amb la major comunitat cristiana a l'Orient Mitjà a part del Líban. Molts cristians poblaven també els districtes orientals de l'estat i principalment síriacs i assiris cristians.
El 1923, el total de la població de l'estat era al voltant de 604.000 (excloent els nòmades de la població de les regions de l'est).
A la ciutat d'Alep hi havia també una gran comunitat jueva.
| Distribució General de la Població a l'Estat de Alep segons el cens francès el 1921-22 |           |             |
| Religió                                                                                | Habitants | Percentatge |
| Sunnita                                                                                | 502.000   | 83.1%       |
| Alauita                                                                                | 30.000    | 5%          |
| Cristiana                                                                              | 52.000    | 8.6%        |
| Jueva                                                                                  | 7.000     | 1.2%        |
| Estrangers                                                                             | 3.000     | 0,5%        |
| Total                                                                                  | 604.000   | 100%        |

## Governants

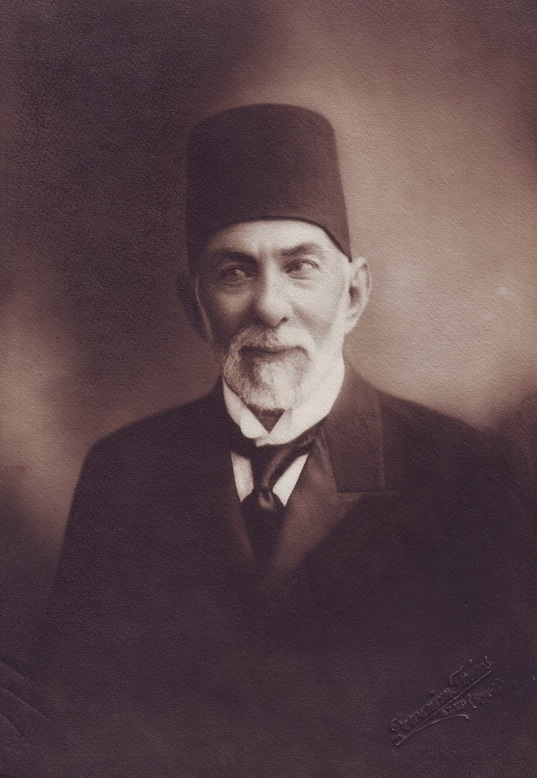
Mar'i Pasha Al Mallah, Governador General de l'Estat d'Alep, 1924

- 1920-1922 General Kamil Pasha al-Qudsi (1845-1926)
- 1923 Mustafa Bey Barmada (1883-1953)
- 1924-1925 Mar'i Pasha Al Mallah (1856-1930)

## Delegats francesos
- 1920-1922 General de Lamothe
- 1922-1924 General Billotte (1875-1940)
- 1925 Jacques Reclus

## El Consell de Directors
Malgrat els desitjos del govern francès, la resistència islamo-àrab va ser suficient per obligar els francesos a treballar a través d'ells en el govern de la zona. Així, el Consell de Directors va ser creat el 1920 per complementar al governador general. Els quatre membres del Consell van ser: Mar'i Pasha Al Mallah (Interior), Subhi Bey Al Nayyal (Justícia), Nasri Effendi Bakhash (Comerç i Agricultura) i Victor Effendi 'Ajouri (Finances). A la dimissió d'Al Mallah l'any 1921, el va succeir Al Nayyal com a Director de l'Interior i Zaki Bey Al Gorani va ser seleccionat per succeir a Al Nayyal com a Director de Justícia. El 1923, un govern francès d'esquerres va arribar al poder i va canviar la política de direcció per permetre constituir una Síria. Per tant, el Consell de Directors d'Alep fou suprimit després de l'establiment de la Federació Siriana.

## El Consell Representatiu
La legislatura estava formada pel Consell Representatiu i la majoria dels seus membres eren pro-francesis. Alguns dels diputats més destacats foren Subhi Barakat (que més tard va servir com a President de la Federació Siriana), l'alcalde d'Alep Ghaleb Bey Ibrahim Pasha, el cap de la Cambra de Comerç Salim Janbarat, l'advocat Michel Janadri i Fakhir al-Jabiri, germà gran del líder nacionalista Saadallah al-Jabiri.

## Revolta d'Hananu
Ibrahim Hananu era un nadiu d'Alep i un membre destacat del Congrés Nacional Sirià elegit el 1919, i que es va negar a acceptar el mandat francès a Síria. Recolzat pel líder nacionalista turc Mustafa Kemal Atatürk, Hananu va iniciar una insurrecció armada contra els francesos, que va durar fins que va ser detingut l'any 1921. Hananu va ser jutjat en el mateix any en un tribunal d'Alep, però va ser trobat no culpable pels jutges per tres vots a dos; probablement el veredicte va ser influenciat per la multitud de seguidors que es van reunir al voltant de la sala de Justícia en aquell dia.
Hananu es va situar a l'oposició després d'això, i el 1926, va tenir un paper important en la prevenció de la secessió d'Alep de l'Estat de Síria, creat al desembre de 1924. Va morir l'any 1935.

## La Federació Siriana i l'Estat de Síria
El 22 de juny de 1922, el general Gouraud va anunciar la que llavors fou anomenada Unió d'Estats Sirians que va acabar agafant la forma de federació per incloure els estats de Damasc, Alep i el territori dels Alawites. El 1924, l'estat Alawita en fou separat de nou. La Federació Siriaba va donar pas a l'Estat de Síria l'1 de gener de 1925. Amb la centralització del nou estat de Síria el 1925, Alep va perdre la seva autonomia i va quedar reduïda a ser una dependència provincial de Damasc. El titular governador general de l'estat d'Alep, el musulmà Mar'i Pasha Al Mallah va ser nomenat governador (vali) de la província d'Alep (amb un rang de ministre). No obstant això, la bandera colonial de l'Estat de Alep es va mantenir en ús fins al 25 de gener de 1925, quan va ser finalment abolida.